# نیل آرندیل
نیل آرندیل (انگلیسی: Neil Arndale؛ زادهٔ ۲۶ آوریل ۱۹۸۴) بازیکن فوتبال اهل بریتانیا است.
از باشگاه‌هایی که در آن بازی کرده‌است می‌توان به باشگاه فوتبال بریستول راورز، باشگاه فوتبال سایرون‌سستر تاون، و باشگاه فوتبال کلیودون پارک اشاره کرد.
وی همچنین در تیم ملی فوتبال England U16 بازی کرده‌است.